# Selección de fútbol sala del Perú
La selección de fútbol sala del Perú es el equipo representativo del país en las competiciones oficiales de fútbol sala. Su organización está a cargo de la Federación Peruana de Fútbol, la cual es miembro de la Confederación Sudamericana de Fútbol y de la FIFA.
La selección de fútbol sala del Perú participa cada dos años en la Copa América de Futsal.Su mejor participación en una Copa América de Futsal ha sido en la edición de 2008 cuando ocupó el séptimo puesto.

## Estadísticas

### Copa Mundial de Futsal FIFA
| Copa Mundial de fútbol sala de la FIFA | Copa Mundial de fútbol sala de la FIFA | Copa Mundial de fútbol sala de la FIFA | Copa Mundial de fútbol sala de la FIFA | Copa Mundial de fútbol sala de la FIFA | Copa Mundial de fútbol sala de la FIFA | Copa Mundial de fútbol sala de la FIFA | Copa Mundial de fútbol sala de la FIFA |
| Año                                    | Ronda                                  | J                                      | G                                      | E                                      | P                                      | GF                                     | GC                                     |
| -------------------------------------- | -------------------------------------- | -------------------------------------- | -------------------------------------- | -------------------------------------- | -------------------------------------- | -------------------------------------- | -------------------------------------- |
| 1989 - 1996                            | No participó                           | No participó                           | No participó                           | No participó                           | No participó                           | No participó                           | No participó                           |
| 2000                                   | No clasificó                           | No clasificó                           | No clasificó                           | No clasificó                           | No clasificó                           | No clasificó                           | No clasificó                           |
| 2004                                   | No clasificó                           | No clasificó                           | No clasificó                           | No clasificó                           | No clasificó                           | No clasificó                           | No clasificó                           |
| 2008                                   | No clasificó                           | No clasificó                           | No clasificó                           | No clasificó                           | No clasificó                           | No clasificó                           | No clasificó                           |
| 2012                                   | No clasificó                           | No clasificó                           | No clasificó                           | No clasificó                           | No clasificó                           | No clasificó                           | No clasificó                           |
| 2016                                   | No clasificó                           | No clasificó                           | No clasificó                           | No clasificó                           | No clasificó                           | No clasificó                           | No clasificó                           |
| 2021                                   | No clasificó                           | No clasificó                           | No clasificó                           | No clasificó                           | No clasificó                           | No clasificó                           | No clasificó                           |
| 2024                                   | no participo                           | no participo                           | no participo                           | no participo                           | no participo                           | no participo                           | no participo                           |
| Total                                  | 0/9                                    | -                                      | -                                      | -                                      | -                                      | -                                      | -                                      |

### Copa América de Futsal
| Copa América de Futsal | Copa América de Futsal | Copa América de Futsal | Copa América de Futsal | Copa América de Futsal | Copa América de Futsal | Copa América de Futsal | Copa América de Futsal |
| Año                    | Ronda                  | J                      | G                      | E                      | P                      | GF                     | GC                     |
| ---------------------- | ---------------------- | ---------------------- | ---------------------- | ---------------------- | ---------------------- | ---------------------- | ---------------------- |
| 1992 - 1999            | No participó           | No participó           | No participó           | No participó           | No participó           | No participó           | No participó           |
| 2000                   | Fase de grupos         | 2                      | 0                      | 0                      | 2                      | 6                      | 21                     |
| 2003                   | Fase de grupos         | 3                      | 1                      | 0                      | 2                      | 9                      | 12                     |
| 2008                   | Séptimo lugar          | 3                      | 2                      | 1                      | 1                      | 10                     | 13                     |
| 2011                   | Fase de grupos         | 3                      | 1                      | 0                      | 2                      | 6                      | 16                     |
| 2015                   | Octavo lugar           | 5                      | 1                      | 1                      | 3                      | 9                      | 20                     |
| 2017                   | Noveno lugar           | 5                      | 2                      | 0                      | 3                      | 19                     | 20                     |
| 2022                   | Noveno lugar           | 5                      | 1                      | 0                      | 4                      | 10                     | 18                     |
| 2024                   | Séptimo lugar          | 5                      | 2                      | 0                      | 3                      | 9                      | 18                     |
| Total                  | 8/14                   | 31                     | 10                     | 2                      | 20                     | 78                     | 138                    |

### Eliminatorias Sudamericanas
| Eliminatorias Sudamericanas de Futsal | Eliminatorias Sudamericanas de Futsal | Eliminatorias Sudamericanas de Futsal | Eliminatorias Sudamericanas de Futsal | Eliminatorias Sudamericanas de Futsal | Eliminatorias Sudamericanas de Futsal | Eliminatorias Sudamericanas de Futsal | Eliminatorias Sudamericanas de Futsal |
| Año                                   | Ronda                                 | J                                     | G                                     | E                                     | P                                     | GF                                    | GC                                    |
| ------------------------------------- | ------------------------------------- | ------------------------------------- | ------------------------------------- | ------------------------------------- | ------------------------------------- | ------------------------------------- | ------------------------------------- |
| 2012                                  | Séptimo lugar                         | 5                                     | 2                                     | 1                                     | 2                                     | 14                                    | 23                                    |
| 2016                                  | Décimo lugar                          | 5                                     | 0                                     | 2                                     | 3                                     | 7                                     | 17                                    |
| 2020                                  | Octavo lugar                          | 5                                     | 0                                     | 2                                     | 3                                     | 5                                     | 16                                    |
| Total                                 | 3/3                                   | 15                                    | 2                                     | 5                                     | 8                                     | 26                                    | 56                                    |

## Jugadores

### Plantilla
Los siguientes jugadores fueron elegidos para disputar la Copa América de Futsal 2017.

## Entrenadores
| Entrenador            | Período          |
| --------------------- | ---------------- |
| Pedro Sandoval Boudri |                  |
| Bruno García          | 2013             |
| Vacante               | 2014-2015        |
| Francisco Inza        | 2015             |
| Francisco Melgar      | 2016, Desde 2018 |
| José María Jiménez    | 2017-2018        |

## Palmarés

### Selección absoluta

#### Mundial de Futsal AMF
- Cuarto lugar (2): 2003, 2007.

#### Torneos amistosos
- Copa Inka (1): 2017.

### Selección olímpica

#### Juegos Bolivarianos
- Tercer lugar (2): 2013, 2017.[13]

#### Juegos Suramericanos
- Cuarto lugar (1): 2018.[14]

### Selección Sub-17
Sudamericano Sub-17
- Cuarto lugar (1): 2016

### Selección de Síndrome de Down

#### Torneos amistosos
- Copa del Pacífico de Futsal Down (1): 2022.[15]
- Subcampeón de la Copa Hermandad Malvinas Argentina (1): 2022
- Copa Sudamericana de Clubes y Selecciones (1): 2022